# ريان مكمان
ريان مكمان هو مغن مؤلف كندي، ولد في 19 أكتوبر 1979 في Chemainus ‏ في كندا.

## وصلات خارجية
- ريان مكمان على موقع IMDb (الإنجليزية)
- ريان مكمان على موقع ديسكوغز (الإنجليزية)

- الموقع الرسمي